# Зелений театр (Ростов-на-Дону)
Зелений театр (рос. Зелёный театр) — визначна пам'ятка та частина об'єкта культурної спадщини федерального значення — Ростовського державного драматичного театру ім. М. Горького у Ростові-на-Дону на площі Театральній, 1. Розташований з тильного боку будівлі.

## Історія
У 1957 році відбулася реконструкція театру ім. М. Гіркого, в результаті якої були зменшені глядацькі зали. Але в 1960 році була збільшена концертний майданчик за проектом архітектора В. Розумовського, яка отримала назву Зеленого театру. Місткість додаткової сцени становила 3000 чоловік, а сама площа дорівнювала 300 квадратних метрів. Для створення оформлення Зеленого театру були задіяні скульптори з Москви, Санкт-Петербурга і Ростова-на-Дону. Свою назву отримала в зв'язку з близьким розташуванням великої кількості дерев. 
Станом на 2000 рік об'єкт знаходився в аварійному стані, його охоронний статус до кінця не визначено: в обласному реєстрі об'єктів культурної спадщини він значився частиною пам'ятника федерального значення — театру ім. М Горького, а згідно з даними міністерства культури РФ ця інформація не відповідала дійсності.
У 2003 році реконструкція будівлі не могла бути проведена саме через невизначеність його статусу. Потім роботи повинні були бути проведені в 2012 і в 2013 році, але і їх довелося відкласти. Станом на початок 2016 року, у планах організаторів робіт був ремонт майданчика та встановлення колеса огляду в парку висотою 60 метрів. Передбачається, що майданчик буде введена в експлуатацію в 2017 році і зможе вмістити більше 1000 осіб. Сценічна площа становитиме понад 300 квадратних метрів. Для проведення робіт потрібно буде витратити близько 110 мільйонів рублів. Поки що будівля знаходиться наполовину в зруйнованому стані, його знос дорівнює 45 %.